# Puntada alcista
Una Patada alcista (en anglès: Bullish Kicking) és un patró d'espelmes japoneses format per dues espelmes que indica un possible canvi en la tendència baixista; rep aquesta denominació perquè la segona espelma blanca té unes implicacions alcistes tan fortes que és com si els bulls haguessin clavat una puntada als bears. És un fort senyal de canvi en la tendència baixista.

## Criteri de reconeixement
1. La tendència prèvia és baixista
2. Es forma una primera gran espelma negra, un Marubozu negre
3. L'endemà s'obra amb un gap alcista
4. Es forma un gran espelma blanca, un Marubozu blanc

## Explicació
En un context de tendència baixista, la gran espelma negra sembla indicar que aquesta es mantindrà. Però l'endemà s'obra amb gap alcista, al que segueix, a més a més, una gran espelma blanca. La puntada alcista indica que la tendència baixista s'ha acabat i seguirà una alcsita.

## Factors importants
Amdues espelmes no tenen ombres, o són pràcticament inexitents (Marubozu negre i Marubozu blanc). És un patró similar al de continuació de tendència alcista anomenat Línies separades alcistes, però en aquest cas hi ha un gap alcista que indica no la continuació, sinó l'inici de la tendència alcista. La fiabilitat d'aquest patró és molt alta, però tot i així es recomana la confirmació l'endemà en forma gap alcista, un trencament de tendència, o una nova espelma blanca amb tancament superior.